# Centrale thermique de Vouhlehirska
 (juillet 2021).
Si vous disposez d'ouvrages ou d'articles de référence ou si vous connaissez des sites web de qualité traitant du thème abordé ici, merci de compléter l'article en donnant les références utiles à sa vérifiabilité et en les liant à la section « Notes et références ».
La centrale thermique de Vouhlehirska est une centrale thermique dans l'Oblast de Donetsk en Ukraine.

## Localisation
Elle se situe à Svitlodarsk du raïon de Bakhmout.

## Historique
La centrale possède son propre stock de charbon de 350 000 tonnes qui aliment par un convoyeur à bande la centrale. Elle alimente aussi par un réseau de chaleur son environnement.
Un incendie détruit quatre unités de production électrique le 29 mars 2013 à 15 h 14.
Selon une information publiée dans le magazine Compressor Tech le 22 mars 2022, la centrale thermique de Vouhlehirska utilise du gaz naturel russe, et le gazoduc a été endommagé par des tirs de l'artillerie russe.